# ブリジット・バーコ
ブリジット・バーコ（Brigitte Bako, 1967年5月15日 - ）は、カナダ生まれの元女優・声優・モデル・作家・脚本家・歌手。

## 概要
モントリオール出身。ユダヤ人の両親を持ち、母親はホロコーストの生き残りである。「ブリジット・バコ」「ブリジット・バコー」「ブリジット・パコ」「ブリジット・ベイコー」とも表記される。ビデオパッケージなどではブリジット・バコー、ブリジット・バコ、ブリジット・ベイコー、ブリジット・ベコ、ブリジット・バーコと一貫していないが、一般的には「ブリジット・バーコ」と表記される。特技は水泳とダンスで英語の他、フランス語とスペイン語と日本語も少し話せる。免許は第一種運転免許を取得。ゴジラのファンである。
映画『ニューヨーク・ストーリー』の若い女性役で本格的に女優デビュー。TVM『世にも悲しい放浪者たち』でのカロリーナ役やその後の『ニューヨーク・ジャスティス』にも出演している。『続・蘭の女』のアレックス役で主演を務め、『G-SPOT 〜彼女たちの好きなこと』では出演・制作総指揮・企画を担当した。声優としては『ガーゴイルズ』のアンジェラ役や『ゴジラ ザ・シリーズ』のモニク・デュプレ役などの強いボーイッシュで中性的な女性役を演じた。現在は声優活動は休止中であるが、『ガーゴイルズ』のイベントには他のキャストと共に出演しており『ガーゴイルズ』のアフレコ演劇でアンジェラの役を現在でも演じている。雑誌などでモデルとして活躍してる他、歌手としても活動しており、映画『ロード・オブ・ザ・リベンジ』では主題歌『スウィートリベンジ』の歌も担当している。

## 来歴
1967年、モントリオールに生まれる。マーティン・スコセッシ、フランシス・フォード・コッポラ、ウディ・アレンによるオムニバス映画である1989年の『ニューヨーク・ストーリー』の若い女性役で本格的に女優デビュー。OVA『3×3 EYES』では主人公パイ、三尺眼役で声優に挑戦し、後に『ガーゴイルズ』のエグゼクティブクリエイターを務めることになるグレッグ・ワイズマンにより才能を見い出される。その後、1991年の『ニューヨーク・ジャスティス』にギャレット夫人役で出演。1992年のザルマン・キング監督のテレビ映画『続・蘭の女』で初主演を果たし、デイヴィッド・ドゥカヴニーと共演。2人の男の間に揺れる悲しい魔性の女アレックスを演じた。翌年の1993年のルカ・ベルコビッチ監督作品のスリラー映画『ダーク・アイランド/堕ちた楽園』で主人公のアンディ役を演じ、アクション女優としての地位を獲得し、『続・蘭の女』と同様にヌードと濡れ場を披露した。
中性的だが幼さの残る容姿であるため人妻役から娘役や姉役や妹役や母親役など年齢に関係なく様々な人物を幅広く演じており、『ダーク・アイランド』では20代にもかかわらず10代の少女役を演じ、『彼女が死んだ週』でも30代ながらもティーン・エイジャーの少女役を演じている。2002年のトロント国際映画祭で紹介された『St.モニカ〜』で、ジニー賞の最優秀助演女優としてノミネートされた。 1993年にもプロデューサーのロバート・ラントスと初めて組んで製作した作品『I Love a Man in Uniform』で、ジニー賞最優秀女優賞にノミネートされた。キャスリン・ビグロー監督作品でジェームズ・キャメロンが脚本を担当した1995年の映画『ストレンジ・デイズ/1999年12月31日』ではレイフ・ファインズらと共演。他人の五感を再現する装置「スクイッド」を強制的に頭部に装着されレイプされ殺される娼婦アイリス役で出演している。
テレビ映画『マインド・オブ・メアリード・マン 〜妻ある男の心情〜』ではビアンカ役を演じ同作の脚本も担当している。
自らが出演・総指揮・企画を担当した2005年のTVドラマ『G-SPOT 〜彼女たちの好きなこと』では自虐ネタとして主人公のジジを、やってもダメな人間として描いており、やはり幸せとは言えない女優を演じている。『G-SPOT 〜彼女たちの好きなこと』によると既に女優としてのピークを過ぎていることを本人も自覚しているようで、連続ドラマへの出演の声がかからなかったため自ら主役を得るために起死回生を図り『G-SPOT 〜彼女たちの好きなこと』の製作総指揮と出演を担当した。（公式サイトより）本作は日本では一般的にカナダ版『SEX and the CITY』と称されている。本作『恋するハリウッド日記』でカナダ版エミー賞であるジェミニ賞の2006年ベスト個人パフォーマンス（コメディ部門）にノミネートされた。ロバート・ラントスとも親交があり、ロバートを自身が制作総指揮を担当した『G-SPOT 〜彼女たちの好きなこと』の制作者に加えている。
TVアニメ『ゴジラ ザ・シリーズ』にモニク・デュプレ役で出演し、本作では慣れないフランス語と日本語も披露している。
日本ではブリジットの出演した映画のほとんどが劇場未公開でビデオ発売のみに止まっている。女優の他、声優や脚本家として活躍するなどマルチな才能を発揮していた。
現在は引退しており、アメリカのロサンゼルスとニューヨークにある借家の大家を営んでいる。

## その他
- 憧れの女優はエリザベス・テイラー（『G-SPOT 〜彼女たちの好きなこと』より）。
- 『ガーゴイルズ』のアンジェラのデザインはブリジットをモデルにしているが、アンジェラの母親であるデモーナの人間体であるドミニク・デスティーヌのモデルもブリジットである。ドミニクが会社を秘書と2人で営んでいたのは、ブリジットの初出演作である『続・蘭の女』のブリジット演じるアレックスが秘書と2人で会社を営んでいるのがモデルとなっている。さらに、ドミニクが着ている赤い社長服と赤いハイヒールのデザインはアレックスの着ていた服とハイヒールとほぼ同じである。
- 『続・蘭の女』でブリジット演じるアレックスの彼氏であるジェイク役のデイヴィッド・ドゥカヴニーがモルダー役で出演しているドラマ『Xファイル』の劇場版『Xファイル　ザ・ムービー』にはブリジットの主演映画『パラノイア』と同じ「ドクター・カーツウェル」（ただし男性）と「ジャナ」という人物が登場する。
- 『G-SPOT 〜彼女たちの好きなこと』のジジはブリジット本人の分身であるとされ、ジジがドラマ内で体験することはかつてブリジットが体験した出来事も含まれている。ブリジットは同作で、テレビドラマにもかかわらず乳房を何度も披露している。
- 『続・蘭の女』でブリジットが演じたアレックスの彼氏の愛称は「トム」であるが、ガーゴイルズのアンジェラの養父の名前も「トム」である。さらに、映画『ダーク・アイランド』でブリジットが演じたアンディの彼氏の名前は「ティム」であるが、アンジェラの父親である主人公ゴライアスの夢の中の世界に登場した現実世界のアンジェラに当たる存在のゴライアスの娘の名前も「ティム」である。これは、ガーゴイルズの公式サイトによるとアンジェラのデザインがブリジットをモデルにしたためのオマージュとされている。
- 『ザ・バットマン』のバットガールのポジションはグレッグ・ワイズマンによるとアンジェラをモデルにしているとされているが、ブリジットは初代バットマンことマイケル・キートンと『ニューヨーク・ジャスティス』で共演している。他にも、『恋するハリウッド日記』では3代目バットマンことジョージ・クルーニーと共演している。他にも、ブリジットは『サブマリン・アタック』でテレビドラマシリーズでバットガールを演じたディナ・メイヤーと共演し、戦っているがここではブリジットの作戦勝ちとなった。
- 『ダブル・テイク』のニッキ・カペリと『N.Y.殺人捜査線2』のニッキ・カペリは同一人物である。
- 『ストレンジ・デイズ』でブリジットはアンジェラ・バセットと共演しているが、後にガーゴイルズで演じたキャラクターの名前は「アンジェラ」であった。本作の脚本はジェームズ・キャメロンが担当しているが、アンジェラの父親であるゴライアスが見た夢の中に登場した息子の名前は「ジェームズ」である。このことについてはガーゴイルズのブリジットの声優紹介の部分にも明記されている。さらに、『ゴジラ　ザ・シリーズ』でブリジットが吹き替えを担当したモニクと敵対する科学者の名前も「キャメロン・ウィンター」である。さらに髪の色もキャメロン監督と同じく白色である。
- 『彼女が死んだ週』でブリジット演じるジェシーが1シーンだけ着ていたクリーム色のスカートと白いシャツの衣装は『続・蘭の女』でアレックスが着ていたものと同じである。
- ドラマ『カリフォルニケーション』でブリジットはかつて『続・蘭の女』で恋人ジェイク役を演じており、本作の制作総指揮も務めているデイヴィッド・ドゥカヴニーとカーセックスを行うカーディーラーとしてゲスト出演し再び共演している。
- 『ザ・バットマン』に登場したエレン・インはエリサ・マーザとアンジェラをモデルにしたキャラクターであるが、作中でインがパーティーの際に着ていた赤いドレスは『ダブル・テイク』でブリジットが演じたニッキ・カベリが着ていた赤いドレスとほぼ同じデザインである。
- 『ゴジラ ザ・シリーズ』では他のレギュラーキャストのゴジラの発音は「ガジィッラー」的なのに対しブリジットはレギュラーキャストで唯一「ゴジラ」と的確に発音するように努力していた。
- 日本の雑誌てれびくんでは『ゴジラ　ザ・シリーズ』放送記念の際にモニクの姿が1ページだけ載ったことがあり、ブリジットが吹き替えを担当したキャラクターで日本の雑誌に載ったのは実質これが最後となる。また、『愛蔵版 ゴジラ 1954-1999超全集』でも『ゴジラ ザ・シリーズ』の紹介ページでモニクの姿が記載されている。
- 『ゴジラ ザ・シリーズ』においてモニークがメカニコングのリメイクであるロボイエティを操縦するシーンがあるが、これはブリジットが生まれた年がメカニコングが登場した『キングコングの逆襲』が公開された年とブリジットの生まれた年が共に1967年だったためである[要出典]。

## 吹き替え
- 石塚理恵（『恋するハリウッド日記』、ジジ）
- 湯屋敦子（『ダブル・テイク』、ニッキ・カペリ）
- 深雪さなえ（『ストレンジ・デイズ』、アイリス）
- 魏涼子（『N.Y.殺人捜査線2』、ニッキ・カペリ）

## 主な出演作品

### 映画
| 公開年 | 邦題 原題                                      | 役名                         | 備考       |
| ------ | ---------------------------------------------- | ---------------------------- | ---------- |
| 1989   | ニューヨーク・ストーリー New York Stories      | 若い女性                     |            |
| 1991   | ニューヨーク・ジャスティス One Good Cop        | ギャレット夫人               |            |
| 1992   | 続・蘭の女 Red Shoe Diaries                    | アレックス・ウィンターズ     | テレビ映画 |
| 1993   | 私は制服に恋をして I Love a Man in Uniform     | チャーリー・ワーナー         |            |
| 1994   | ダーク・アイランド/堕ちた楽園 Dark Tide        | アンディ                     |            |
| 1994   | 赤い靴(ヒール)を抱く女 Red Shoe Diaries        | アレックス・ウィンターズ     | テレビ映画 |
| 1994   | レプリケーター Replikator                      | キャシー・モスクワ           |            |
| 1995   | ストレンジ・デイズ/1999年12月31日 Strange Days | アイリス                     |            |
| 1995   | アーヴィング Irving                            | ナイトクラブのヴァンパイア   |            |
| 1998   | ダブル・テイク Double Take                     | ニッキ                       |            |
| 1998   | ダーク・エスケープ The Escape                  | サラ・クラーク               | テレビ映画 |
| 1998   | パラノイア Paranoia                            | ジャナ・マーサー             |            |
| 1998   | 彼女が死んだ週 The Week That Girl Died         | ジェシー                     |            |
| 2000   | N.Y.殺人捜査線2 Primary Suspect                | ニッキ・カペリ               |            |
| 2002   | ロード・オブ・ザ・リベンジ Sweet Revenge       | メイシー・サイモン／ビッキー |            |
| 2002   | サンタモニカ Saint Monica                      | アシイルイア                 |            |

### テレビシリーズ
| 放映年    | 邦題 原題                                                                       | 役名               | 備考                                |
| --------- | ------------------------------------------------------------------------------- | ------------------ | ----------------------------------- |
| 1990      | 96のクラス 96class                                                              | アンジェラ         |                                     |
| 1991      | 世にも悲しい放浪者たち ミステリー編 THE CHOICE TO KILL                          | カロリーナ         |                                     |
| 2001      | マインド・オブ・メアリード・マン 〜妻ある男の心情〜 The Mind of the Married Man | ビアンカ・バーマン | 1エピソード                         |
| 2004      | ロー&オーダー Law & Order                                                       | キャリー・ソルター | エピソード                          |
| 2005-2009 | G-Spot 〜彼女たちの好きなこと G-Spot                                            | ジジ               | 24エピソード 主演・制作総指揮・企画 |
| 2007      | カリフォルニケーション Californication                                          | カーディーラー     | 1エピソード                         |

### テレビアニメ
- ガーゴイルズ（Gargoyles） - アンジェラ役
- ゴジラ　ザ・シリーズ(Godzilla: The Series) - モニク・デュプレ役（アイディアも担当）

### OVA
- 3×3 EYES- 主演・パイ、三只眼役

### シングル
- スウィート・リベンジ(2000年、映画「ロード・オブ・ザ・リベンジ」主題歌)